# Stoned Jesus
Stoned Jesus (engl. für ‚Bekiffter Jesus‘) ist eine ukrainische Stoner-Metal-Band.

## Besetzung
Einer der drei Gründer und Kopf der Band ist Gitarrist Ihor Sydorenko (ukrainisch Ігор Сидоренко) ist. Die Band setzt sich aktuell aus ihm an der Gitarre, Serhij Sljussar (Сергій Слюсар) am Bass und Wiktor Kondratow (Віктор Кондратов) am Schlagzeug zusammen.

## Stil
Sie spielen Stoner / Doom Metal, der sich durch härtere Gitarrenriffs und gegenüber dem Stoner Rock brachialerem Sound auszeichnet.

## Geschichte
Die Band wurde 2009 in Kiew, Ukraine von Ihor Sydorenko, Nik Cobold und Alexander EphirZ gegründet. Sie brachten im ersten Jahr ihres Bandbestehens die beiden Demos Demo 2009 sowie die Occult / Black Woods heraus. Diesen folgte im Jahr 2010 ihr erstes Album First Communion sowie 2011 ihre erste EP mit dem Namen Stormy Monday. 2012 brachte die Band ihr zweites Studioalbum Seven Thunders Roar heraus. Mit diesem Album machten sie auf sich aufmerksam, besonders durch den Song I'm the Mountain, der auf YouTube (Juli 2022) YouTube mehr als 15 Millionen Aufrufe erreichte. Danach zog sich die Band wieder ins Studio zurück, um 2013 ihre EP Electric Mistress herauszubringen. Es wurde dann stiller um die Band, die sich 2015 mit ihrem dritten Studioalbum The Harvest zurückmeldete. Die Band veröffentlicht bei dem ukrainischen Label InshaMuzyka. Die Texte, meist sehr emotional und/oder im Bezug zum Okkulten in Verbindung mit der Musik, erregen international Aufmerksamkeit.

## Diskografie
| Jahr | Titel                | Anmerkung       |
| ---- | -------------------- | --------------- |
| 2010 | First Communion      | Digitales Album |
| 2012 | Seven Thunders Roar  | Digitales Album |
| 2013 | The Seeds, Vol. I    | Digitales Album |
| 2015 | The Harvest          | Digitales Album |
| 2016 | Stormy Monday        | EP              |
| 2016 | The Seeds, Vol. II   | EP              |
| 2018 | Pilgrims             | Digitales Album |
| 2019 | From The Outer Space | Digitales Album |
| 2023 | Father Light         | Digitales Album |
| 2025 | Songs To Sun         | Album           |

## Musikvideos
| Jahr | Titel                | Regisseur         |
| ---- | -------------------- | ----------------- |
| 2012 | Stormy Monday        | Victor Priduvalov |
| 2013 | Electric Mistress    | Victor Priduvalov |
| 2015 | Silkworm Confessions | Victor Priduvalov |
| 2018 | Thessalia            | Igor Sydorenko    |
| 2025 | Shadowland           | Olivier Terrade   |